# Belva Plain
Belva Plain, född Offenberg den 9 oktober 1915 i New York i New York, död 12 oktober 2010 i Short Hills i Essex County i New Jersey, var en amerikansk författare. Hon var en av de amerikanska författare som sålt mest böcker.
Efter studier i historia vid Barnard College, gifte sig Belva Plain med oftalmologen Irving Plain och bosatte sig i New Jersey. Paret fick tre barn. Som tiden föreskrev blev hon hemmafru, men vid sidan av detta författade hon noveller som hon publicerade i olika tidningar. Först när barnen var stora ansåg hon sig ha tid att skriva romaner.
Hennes debut som romanförfattare skedde 1978 med Evergreen, vilken i 41 veckor toppade listan The New York Times bestseller. 1982 utkom den första översättningen av Plain på svenska, Dit ödet vill (originaltitel Random winds). Hon skrev sedan debuten 21 romaner, har sålt mer än 25 miljoner böcker och har blivit utgiven på 22 språk.